# Giuseppe Dosi
Giuseppe Dosi (Roma, 28 dicembre 1891 – Sabaudia, 5 febbraio 1981) è stato un militare italiano.
Il suo nome rimane prevalentemente legato al ruolo che esercitò alla nascita dell'Interpol. Nel corso della sua carriera partecipò a diverse importanti indagini, in particolar modo al celebre caso Girolimoni, l'imputato accusato ingiustamente di gravi ed infamanti reati ai danni di bambine nella città di Roma.

## Biografia

### Origini e formazione
Nato a Roma alla fine del 1891, Giuseppe Dosi divenne commissario di Pubblica Sicurezza.

### L'attività di investigatore e l'attentato a Mussolini
Tra le tante indagini, si può ricordare anche, non certo per la gravità del fatto quanto per la grande notorietà del personaggio coinvolto, quella che Dosi, abile nei travestimenti, condusse camuffandosi da pittore sul misterioso incidente che il 13 agosto 1922 coinvolse Gabriele D'Annunzio, caduto o gettato dalla finestra della sua villa di Gardone Riviera.
Per un anno fu distaccato presso il gabinetto del sottosegretario per l'Interno Aldo Finzi e, in quella veste, apprese dei pagamenti che Mussolini ordinava che fossero erogati ad Amerigo Dumini, per le rappresaglie contro i fuoriusciti che dall'estero inviavano sussidi ai giornali d'opposizione.
Il 4 novembre 1925 Dosi sventò un attentato contro Benito Mussolini preparato dal deputato social-unitario Tito Zaniboni. L'attentatore avrebbe dovuto far fuoco con un fucile di precisione austriaco da una finestra dell'albergo Dragoni, fronteggiante il balcone di Palazzo Chigi dal quale si sarebbe dovuto affacciare il duce per celebrare l'anniversario della vittoria nella prima guerra mondiale.

### Il caso Girolimoni e l'arresto
In seguito Dosi, pur ostacolato e dissuaso dai superiori che non volevano riconoscere i propri errori, riuscì a smontare le ″prove″ raccolte contro Gino Girolimoni, protagonista, suo malgrado, della cronaca nera romana e nazionale della seconda metà degli anni venti. Girolimoni era accusato di una serie di stupri ed omicidi di alcune bambine romane che avevano suscitato profonda emozione nell'opinione pubblica dell'epoca e avuto un grande risalto sulla stampa.
Le indagini di Dosi andavano però in tutt'altra direzione: verso un anziano pastore anglicano, tale Ralph Lyonel Brydges che, per ragioni di convenienza politica, riuscì a evitare il processo ed a rifugiarsi in Sudafrica.
L'ostinazione di Dosi sul caso fu quindi duramente punita: allontanato da Roma, fu poi arrestato e recluso nel carcere di Regina Coeli, venendo internato per diciassette mesi in un manicomio criminale.

### La riabilitazione e il reintegro nella polizia
Liberato nel 1940, fu poi reintegrato nella Polizia solo dopo la caduta del fascismo. Nominato questore, ebbe importanti incarichi anche internazionali: contribuì alla nascita dell'Interpol, organizzazione dedita alla cooperazione tra le polizie e al contrasto del crimine internazionale, di cui coniò anche il nome. Nel 1956, con il grado di ispettore generale capo, fu posto in congedo.

### Gli ultimi anni e la morte
Scrisse alcuni libri sulle sue esperienze professionali tra cui uno, Il mostro e il detective, sul caso Girolimoni che aveva segnato la sua vita, pubblicato dall'editore Vallecchi nel 1973. Nel 1961, dopo quelle ricevute nel periodo della Monarchia, fu insignito dell'onorificenza di Grand'Ufficiale della Repubblica. Morì a Sabaudia, nel 1981, all'età di ottantanove anni.

## Opere
- L'Aurora: Tre atti fascisti. Firenze, Ed. De La Fiamma Fedele, 1934, Tip. Mealli e Stianti
- Via Tasso: I misteri delle "S.S.". Documenti originali raccolti e commentati da Giuseppe Dosi. Roma, R. Carboni, 1946
- La polizia privata italiana nell'attuale momento storico-politico: relazione-sintesi del dott. Giuseppe Dosi. Roma, Tip. L'editrice finanziaria, 1959
- Il mostro e il detective. Firenze, Vallecchi, 1973